# Geese Islands
Die Geese Islands bestehen aus drei Inseln im Kodiak-Archipel in Alaska in den Vereinigten Staaten. Sie liegen am südlichen Ende von Kodiak Island gleich neben Aiaktalik Island. Der Geese Channel trennt sie von Kodiak. Die Inseln haben eine Gesamtfläche von 2,05 km². Die westliche Insel misst 23 ha, die mittlere Insel 118 ha und die östliche Insel 64 ha.